# Josef Moucha

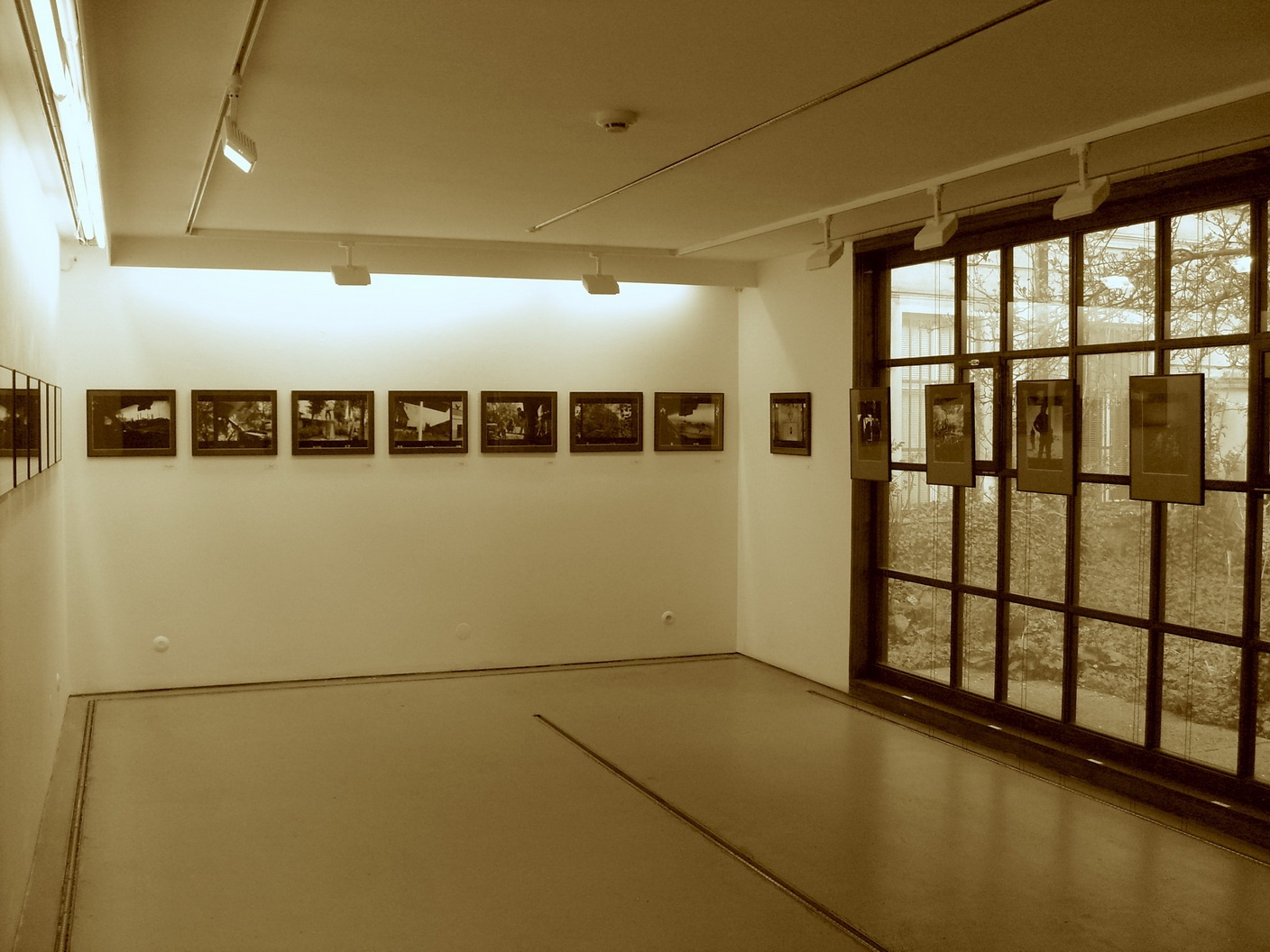
Výstava Josefa Mouchy v Ateliéru Josefa Sudka, 2009

Josef Moucha (* 22. srpna 1956 Hradec Králové) je český fotograf, teoretik fotografie, novinář, spisovatel a pedagog.

## Život a dílo
Narodil se v rodině entomologa Josefa Mouchy a úřednice. Po narození žil v Nové Pace v Podkrkonoší, do základní školy nastoupil v Praze v Malešicích. Vystudoval gymnázium v Budějovické ulici v Praze a poté filmovou žurnalistiku a periodický tisk na Fakultě žurnalistiky Univerzity Karlovy v Praze (absolvoval 1980). V letech 2013–2017 byl odborným asistentem Institutu tvůrčí fotografie Filozoficko-přírodovědecké fakulty Slezské univerzity v Opavě, v roce 2017 byl jmenován docentem. V roce 2020 mu Asociace profesionálních fotografů České republiky udělila titul Osobnost české fotografie za dlouhodobý přínos oboru.
Během studií začal vystavovat vlastní fotografie a publikovat články o fotografii. Vyšla mu alba Válka za studena: Fotografie ze základní vojenské služby v Československé lidové armádě / Serving It Cold: Photographs from Basic Training in the Czechoslovak People’s Army (předmluva Vladimíra Birguse; Praha, KANT, 2017) a Doličné okamžiky / Incriminating Moments (text Tomáše Hlivy; Brno, Mushroom on the Walk, 2018).
V roce 1991 se podílel na založení galerie Pražský dům fotografie. Byl redaktorem Revue Fotografie (1990–1995) a členem redakčních rad pololetníků Fotograf (2002–2007) a Imago (1995–2010). Přispíval mj. do Ateliéru (1988–2015). Publikuje v odborných periodikách FOTO a Fotonoviny, v literární revue Host a v dalších časopisech.
Podílel se na publikaci o vývoji jednotlivých proudů alternativní kultury v letech 1945–1989 z hlediska sociologického a umělecko-historického Alternativní kultura: Příběh české společnosti 1945–1989 (kap. 7 Fotogenie resistence: 1939–1989; Nakl. Lidové noviny, 2001), na katalogu Fotogenie identity: Paměť české fotografie / The Photogeny of Identity: The Memory of Czech Photography (Pražský dům fotografie: Kant, 2006) a na monografiích Koudelka: Návraty a Koudelka: Returning (Uměleckoprůmyslové museum v Praze: Kant, 2018).
Sestavil publikace Josef Sudek / Privatissima (PPF Art, 2008); Jaroslav Rössler: abstraktní fotografie / Abstract Photography: 1923–1978 (Galerie Art, 2005); Jiří Hanke (Job, 2008); Josef Jindřich Šechtl: Deník fotografa, 1928–1954 / Photographer’s Diary, 1928–1954 (Muzeum fotografie Šechtl a Voseček, 2013); 400 ASA: Fotografie / Photographs / Karel Cudlín, Jan Dobrovský, Alžběta Jungrová, Antonín Kratochvíl, Jan Mihaliček, Tomki Němec, Martin Wágner (400 ASA, 2019), Petr Klimpl (Mushroom on the Walk, 2021).
Texty doprovodil knihy Alfons Mucha (Torst, 2000; 2005); Milan Pitlach (Foto MiDa, 2001); Jan Lukas (Torst, 2003); František Drtikol (Torst, 2007); Eva Fuková (Torst, 2007); Josef Sudek: Svatý Vít a Josef Sudek: Saint Vitus’s Cathedral (Torst, 2010); Jaroslav Rössler: avantgardní fotograf / Avant-Garde Photographer (Fotorenesance, 2014; 2017); Vladimír Židlický: Retrospektiva / Retrospect 1970–2015 (Atelier Zidlicky ve spolupráci s Galerií hlavního města Prahy, 2015); Pražský dům fotografie: 25 let PHP / Prague House of Photography (FotoForum Praha, 2016); Ladislav Drezdowicz: Fotografie / Photographs / Fotografien (Kant, 2016); Blanka Lamrová: Zlom epochy Praha 1989 / Zeitenwende Prag 1989 / The End of an Era Prague 1989 (Kant, 2016); Vojtěch Vlk: TranSpiRituals (Kant, 2016); Alfred Stieglitz: The City across the River: Město za řekou (Fotorenesance, 2018); Eduard Palíšek: Pražská sezóna / Prague Season (Tiskárna Helbich, 2024); Dana Kyndrová: Devadesátky (Kant, 2024); Negativy z popelnice 1900–1945 / Negatives from the Dumpster 1900–1945 (Martin Wágner, 2024).

## Výstavy
- 2015 Josef Moucha: Fotografie, Obecní galerie Beseda – Ars Pragensis, Praha
- 2015 Josef Moucha: Doličné okamžiky, Malá galerie České spořitelny, Kladno
- 2016 Kdo se dá na vojnu..., Vlastivědné muzeum ve Slaném, 16. 11. 2016 – 11. 2. 2017
- 2018 Doličné okamžiky, Galerie Polagraph, Brno
- 2018 Do woja marsz, Galeria ZPAF, Katovice

### Skupinové výstavy
- 2023 U nás Jaroslav Beneš, Michaela Brachtlová, Jiří Hanke, Miloš Houdek, Gabriela Sauer Kolčavová, Vojtěch Kovářík, Naďa Kováříková, Josef Moucha, Michal Sedlák, Denisa Sedláková. Kurátorka: Jolana Havelková. Galerie Klatovy / Klenová, Purkrabství hradu Klenová. 10. června – 3. září 2023[1]

## Kurátor výstav
- Jaroslav Rössler – fotografie, malby a kresby 1923–1978, Praha, Topičův salon, 15. dubna – 23. května 2014, spolu s Petrem Štěpánem a Ilonou Víchovou[2]
  - Fotografická část výstavy byla dále uvedena 23. dubna až 31. května 2015 v Středoevropském domě fotografie v Bratislavě a 2. července až 30. srpna 2015 v Středoslovenské galerii v Banské Bystrici[3]
- Staša Fleischmannová a Olga Housková – Foto OKO, Praha, Leica Gallery, 10. dubna – 14. června 2015[4]
- Jan Lukas: Praha / New York, Galerie Měsíc ve dne, České Budějovice, červenec – srpen 2015[5]
- Jiří Hanke: Fotografie 1973–2018, Dům fotografie, Galerie hlavního města Prahy, Praha, 19. března – 18. srpna 2019[6]
- 400 ASA: Prostě dokument, Dům fotografie, Galerie hlavního města Prahy, Praha, 4. února – 3. května 2020. Zúčastnění fotografové:
  - Karel Cudlín: Zemědělští dělníci, Čechy
  - Jan Dobrovský Azylový domov pro matky s dětmi v severních Čechách
  - Alžběta Jungrová: Světlušky / Vězenkyně
  - Antonín Kratochvíl: Rwanda
  - Jan Mihaliček: Východní Slovensko
  - Martin Wágner: Lovci zkamenělin
  - Host: Paolo Pellegrin (Magnum Photos): Hranice[7]
- Josef Sudek: ... a hudba hraje ..., Ateliér Josefa Sudka, Praha, 28. červen - 31. srpen 2024, kurátoři Josef Moucha a Lucie Mlynářová.[8]
- Okamžiky života : Negativy z popelnice 1900 - 1945, fotografie ze sbírky Martina Wágnera, Poštovní muzeum, Praha, červen - prosinec 2025[9]

## Editor publikací
- 400 ASA Fotografie = 400 ASA Photographs. Překlad Veronika Lopaurová. [Česko]: 400 ASA, 2019. 71 s. ISBN 978-80-270-5985-0 (v knize neuvedeno); ISBN 978-80-7432-450-5 (chybné). (česky, anglicky)
- ŠECHTL, Josef Jindřich. Josef Jindřich Šechtl: deník fotografa: 1928–1954. Redakce Josef Moucha, Marie Michaela Šechtlová, Jan Hubička; překlad Andrew Goodall, Gena Hahn, Jan Hubička, Eva Hubičková. Tábor: Muzeum fotografie Šechtl a Voseček, 2013. 168 s. ISBN 978-80-904323-3-8.[10] (česky, anglicky)
- MOUCHA, Josef. Petr Klimpl. Překlad: Sylva Ficová. Brno: Mushroom on the Walk, 2021. 176 s. ISBN 978-80-907446-4-6. (česky, anglicky)

## Galerie

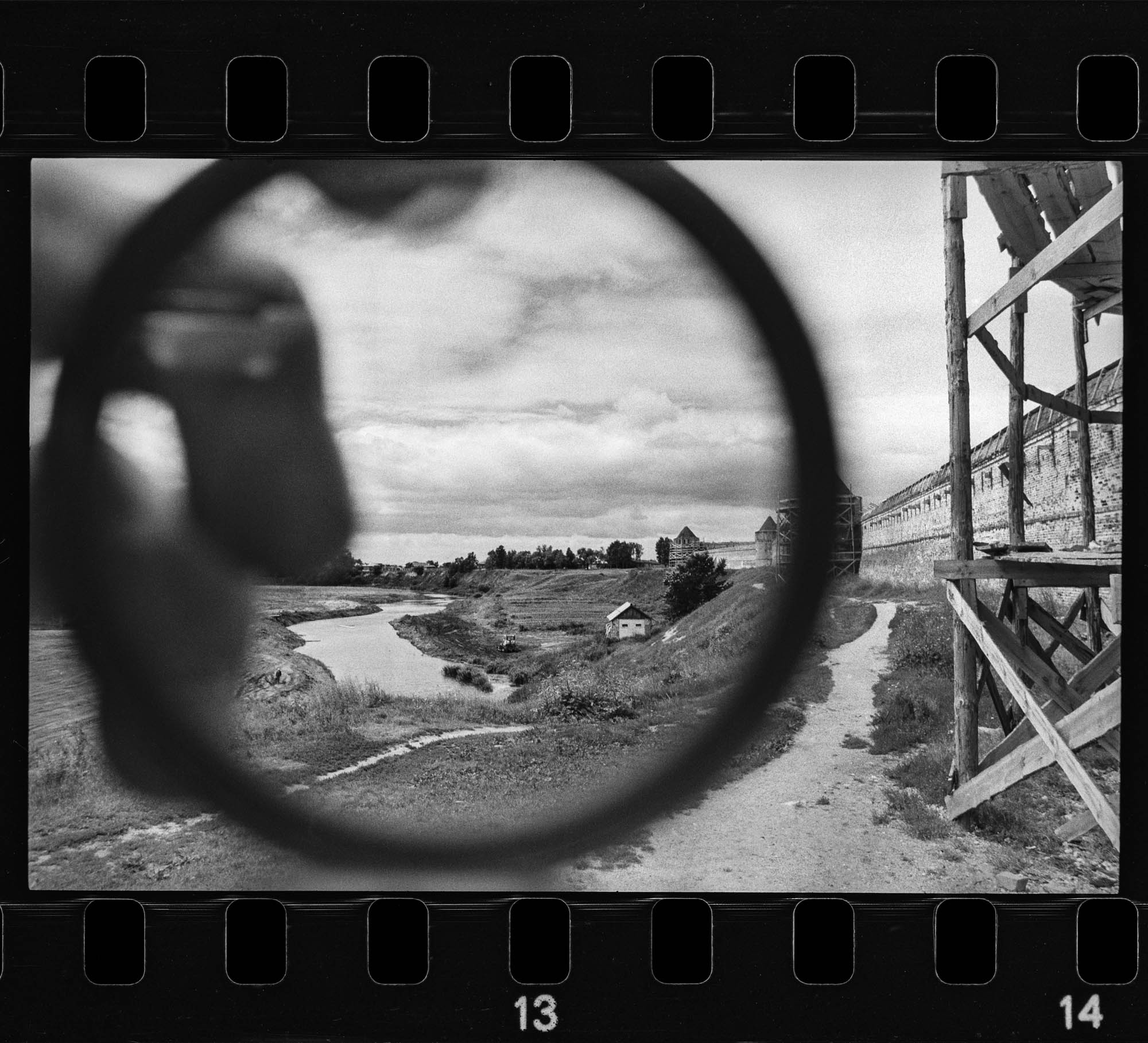
J. Moucha: Suzdal (1989)
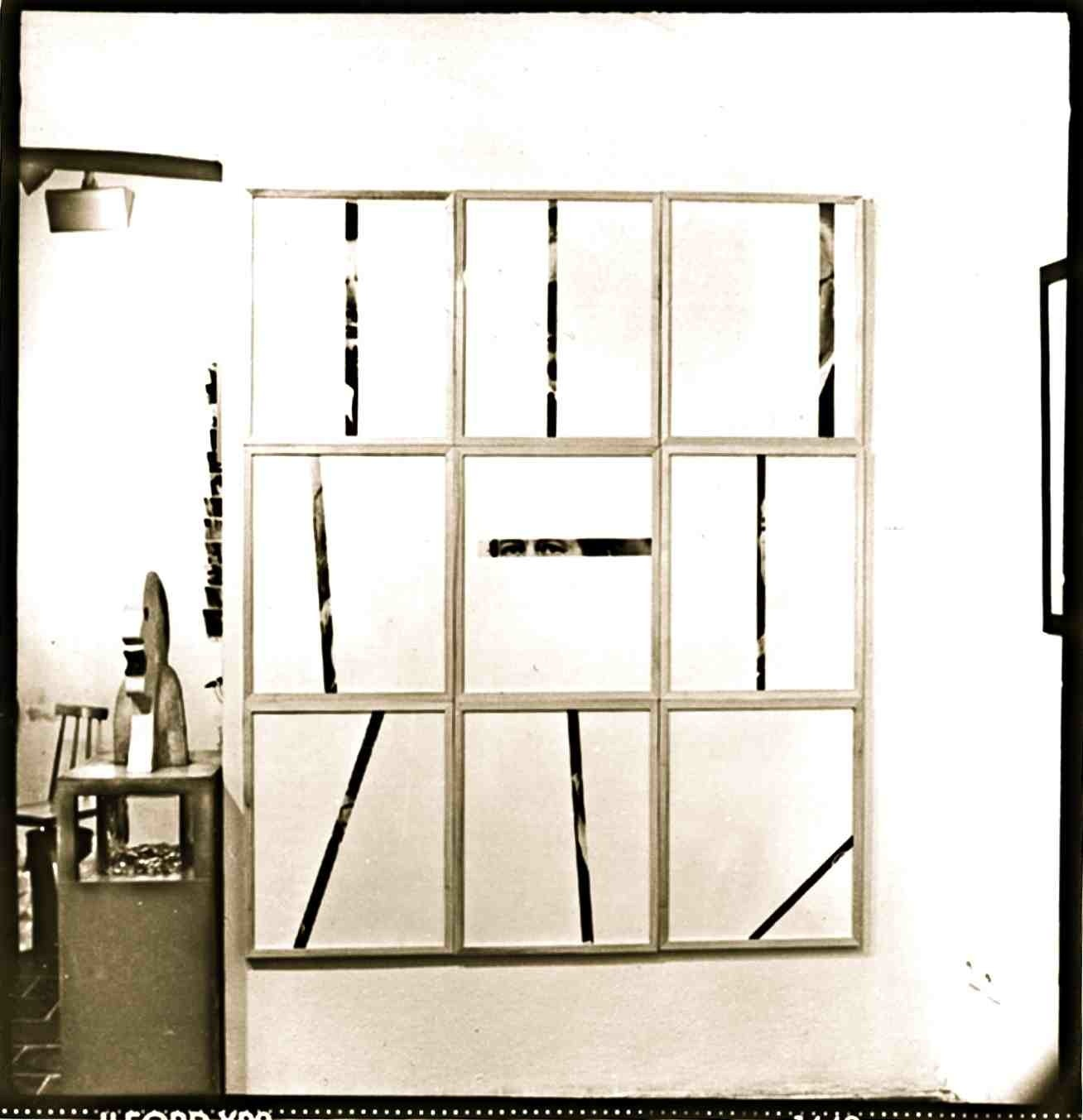
J. Moucha: Devět čs. presidentů ze souboru Škrabošky (1993)
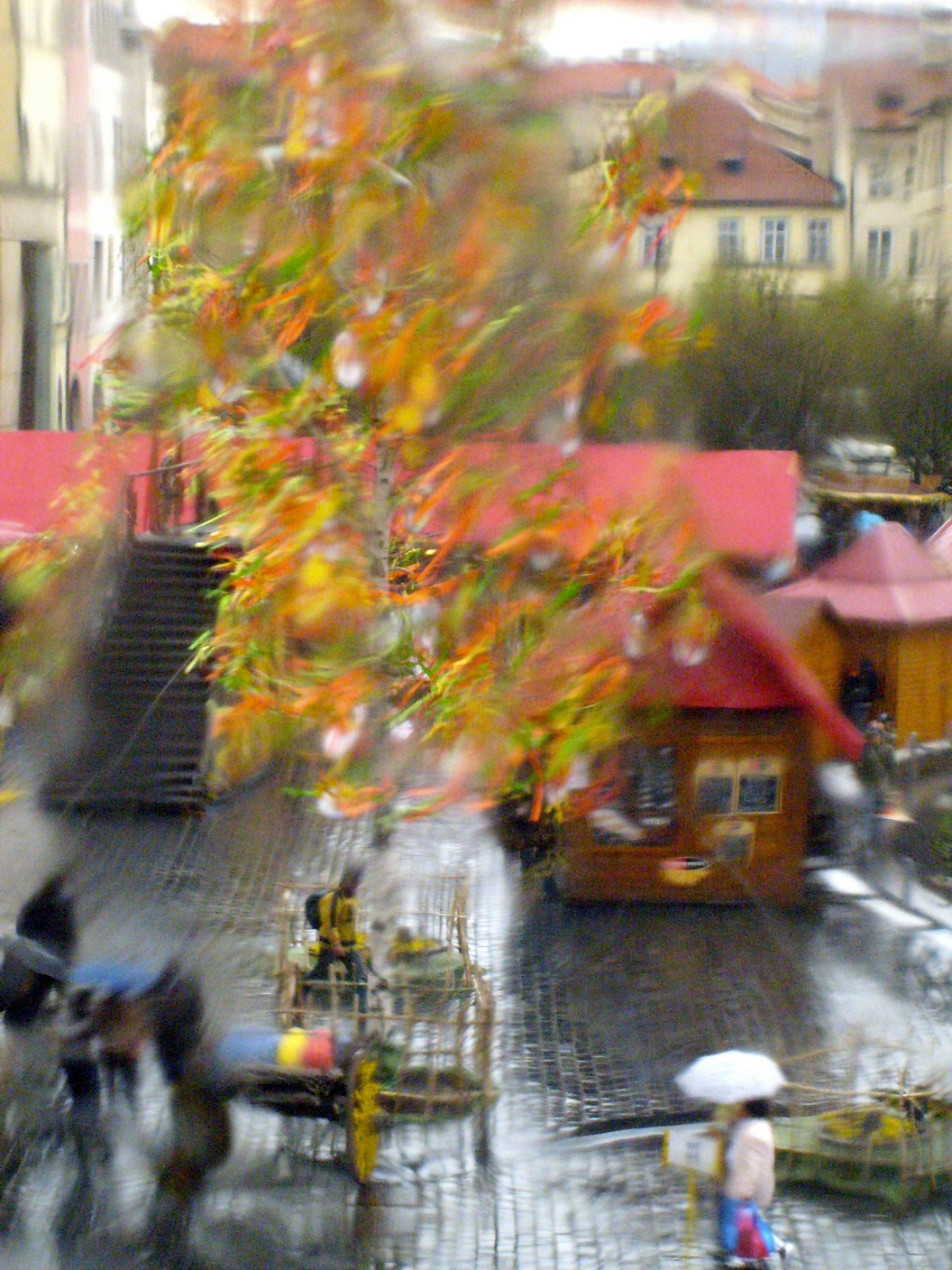
J. Moucha: Piktorialismus (2007)
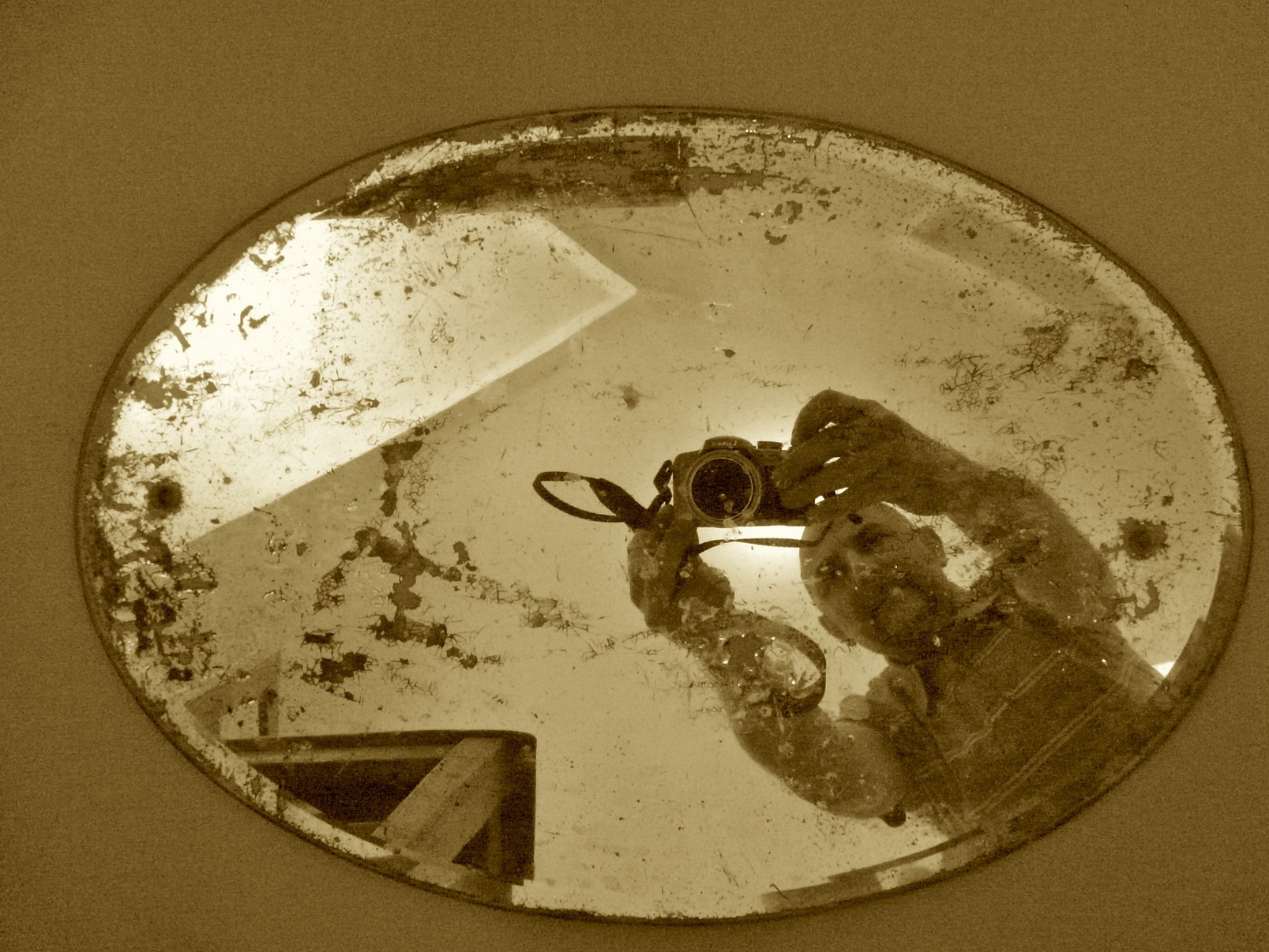
J. Moucha: V Sudkově zrcadle (Praha 29. 6. 2011)

## Publikace
- MOUCHA, Josef. Mimochodem. Brno: Host, 2004. 120 s. ISBN 80-85739-38-0. (česky)
- MOUCHA, Josef. Zážitek arény. Bratislava: FOTOFO 2004. 140 s. ISBN 80-7294-133-X. (česky)
- BIRGUS, Vladimír. Josef Moucha: Válka za studena: Fotografie ze základní vojenské služby v Československé lidové armádě / Serving It Cold: Photographs from Basic Training in the Czechoslovak People’s Army. Překlad Derek Paton a Marzia Paton. Praha: KANT, 2017. 107 s. ISBN 978-80-7437-239-1. (česky, anglicky)
- HLIVA, Tomáš. Josef Moucha: Doličné okamžiky / Incriminating Moments. Překlad: Sylva Ficová. Brno: Mushroom on the Walk, 2018. 112 s. ISBN 978-80-907446-0-8. (česky, anglicky)